# الزیین (مینه‌سوتا)
الزیین، مینه‌سوتا (به انگلیسی: Elysian, Minnesota) یک شهر در ایالات متحده آمریکا است که در مینه‌سوتا واقع شده‌است.

## خصوصیات
الزیین ۳٫۱۳ کیلومترمربع مساحت و ۶۵۲ نفر جمعیت دارد و ۳۱۷ متر بالاتر از سطح دریا واقع شده‌است.